# علم تأثير التغذية على صحة الانسان من خلال تعديل الجينات

علم تأثير التغذية على صحة الانسان من خلال تعديل الجينات Nutriepigenomics هو دراسة المغذيات الغذائية وتأثيراتها على صحة الإنسان من خلال التعديلات الوراثية. حيث هناك أدلة كثيرة على أن الاختلالات الغذائية أثناء الحمل والرضاعة ترتبط بالأمراض غير المعدية، مثل السمنة وأمراض القلب والأوعية الدموية والسكري وارتفاع ضغط الدم والسرطان. إذا حدثت اضطرابات أيضية خلال فترات زمنية حرجة للتطور، فإن التغيرات الوراثية الناتجة يمكن أن تؤدي إلى تغيرات دائمة في الأنسجة وأعضاء الجسم أو وظيفة وتؤهب الأفراد للمرض.

## نظرة عامة
يتعلق علم التخلق بالتغيرات الوراثية في وظيفة الجينات التي تحدث بشكل مستقل عن التغيرات في تسلسل الحمض النووي الأساسي. هناك آليتان جينيتان رئيسيتان متعلقتان في علم التغذية الوراثي nutriepigenomics، هما ميثلة الحمض النووي وتعديل هيستون  DNA methylation and histone modification. مثيلة الحمض النووي في المناطق المروج للجينات عادة ما تؤدي إلى إسكات الجينات وتؤثر على التعبير الجيني. في حين أن هذا النوع من إسكات الجينات مهم للغاية في التطور والتمايز الخلوي، إلا أن مثيلة الحمض النووي الشاذ يمكن أن تكون ضارة وقد تم ربطها بمختلف عمليات الأمراض، مثل السرطان. غالبًا ما يتم اشتقاق مجموعات الميثيل المستخدمة في ميثلة الحمض النووي من مصادر غذائية، مثل الفولات والكولين، وتشرح لماذا يمكن أن يكون للغذاء تأثير كبير على أنماط الميثيل والتعبير الجيني. يمكن أيضًا تعزيز إسكات الجينات من خلال عملية من الانزيم histone deacetylases لتقليل تنشيط النسخ. على العكس من ذلك، يستحث أستون هيستون تنشيط النسخ لزيادة التعبير الجيني. يمكن للمكونات الغذائية أن تؤثر على هذه الأحداث اللاجينية، وبالتالي تغيير وظائف التعبير الجيني والقلق مثل التحكم في الشهية، والتوازن الأيضي metabolic balance ، واستخدام السعرات الحرارية.
يمكن استهداف المتواليات الجينية المختلفة لتعديل الجينات. وجد تحليل واسع النطاق في الفئران أن اتباع نظام غذائي مقيد بالبروتين أثناء الحمل نتج عنه تعبير جيني تفريقي في حوالي 1٪ من جينات الجنين التي تم تحليلها (235 / 22,690). على وجه التحديد، شوهد تعبير متزايد في الجينات المشاركة في مسار p53، موت الخلية المبرمج، المنظمين السلبيين لعملية التمثيل الغذائي للخلايا، والجينات المرتبطة بالتحكم اللاجيني. وتحدثت دراسات إضافية عن تأثير نظام الحمية PR في الفئران ووجدت تغييرات في مثيلة المروج لكل من مستقبلات الجلوكورتيكويد ومستقبلات البيروكسيسوم المنشطة للناشر (PPAR).  يمكن أن يؤدي التعبير المعدل عن هذه المستقبلات إلى ارتفاع مستويات الغلوكوز في الدم ويؤثر على عمليات أيض الدهون والكربوهيدرات.  كما أن تغذية نظام غذائي للعلاج الطبيعي للفئران الحامل و / أو المرضعة زاد من التعبير عن جلوكوكيناز، وكربوكسيلاز الأسيتيل، و PPARα ، وأكسيداز الأسيلاز. وتفيد التقارير أن التغييرات في التعبير كانت بسبب التنظيم اللاجيني إما لمروج الجين نفسه، أو مروجي عوامل النسخ التي تنظم التعبير الجيني. تشمل الجينات الإضافية التي تم تبينها، سواء عن طريق الدراسات المختبرية أو في الجسم الحي، التي تنظمها الآليات اللاجينية، اللبتين، SOCS3 ، ناقل الجلوكوز (GLUT) -4، POMC ، 11-hyd-hydroxysteroid dehydrogenase type 2، وإفراز هرمون كورتيكوستيروفين من النوع 2. قد يؤدي التعديل اللاجيني لهذه الجينات إلى «البرمجة الأيضية» للجنين ويؤدي إلى تغييرات طويلة الأجل في التمثيل الغذائي واستقرار الطاقة.

## نيوتريابي جينوميك والتنمية
تعد فترة التطور التي يحدث فيها عدم التوازن في التغذية مهمة جدًا في تحديد الجيناتالمرتبطة بالأمراض التي ستتأثر وستؤثر على صحة الانسان. للأعضاء المختلفة في جسم الانسان مراحل نمو حرجة، والنقطة الزمنية التي يتعرضون فيها للخطر سوف تحضر الأفراد لأمراض محددة. لا يمكن التعبير عن Epigenetic modifications التي تحدث أثناء التطور إلا في وقت لاحق من الحياة حسب وظيفة الجين function of the gene. ، بينما تشير معظم الدراسات إلى فترات ما قبل الولادة وما حولها كاسباب زمنية حرجة، فقد أظهرت بعض الأبحاث أن المدخول التغذوي nutritional intake خلال مرحلة البلوغ يمكن أن يؤثر أيضًا على الجينوم.

### مرحلة ما قبل الولادة
اللدونة التنموية (Developmental plasticity) هي العملية التي يتكيف فيها الأجنة مع بيئتهم. والتي يمكن أن تؤدي الإشارات البيئية، بما في ذلك المكونات الغذائية الموجودة في بيئة الرحم، إلى إحداث تغييرات كبيرة في التعبير عن الجينوم من خلال التعديلات الجينية.  يمكن أن تتسبب استجابات الجنين التنموية اللدنة (Fetal developmental plastic responses) في حدوث تغيرات في كتلة الجسم الخالية من الدهون والغدد الصماء وتدفق الدم وتحميل الأوعية الدموية، وتؤدي إلى زيادة خطر الإصابة بأمراض مختلفة في مرحلة البلوغ.

#### انخفاض الوزن عند الولادة
إن تعرض الجنين لعدد من العناصر والمركات منها الكالسيوم والفولات والمغنيسيوم والبروتين المرتفع أو المنخفض والزنك، كلها لها علاقة بالوزن عند الولادة.  بحثت العديد من الدراسات في العلاقة بين الوزن عند الولادة وخطر الإصابة بالأمراض، ووجدت أن انخفاض الوزن عند الولادة يرتبط بشكل كبير بأمراض القلب التاجية والسكتة الدماغية والسكري من النوع الثاني. الأهم من ذلك، حدثت هذه الارتباطات بعد التعديل لعوامل نمط الحياة، مما يعني وجود أساس وراثي لظهور المرض. يرتبط إفراز الأنسولين الضعيف بانخفاض الوزن عند الولادة ويمكن أن يؤدي إلى مقاومة الأنسولين مع تراكم الأطفال للدهون في الجسم. وجدت الدراسات التي أجريت على الفئران المتخلفة عن النمو داخل الرحم (IUGR) أن تثبيط النمو يمكن أن يؤدي إلى انخفاض التعبير عن عامل النسخ Pdx1 ، وهو أمر ضروري للتمايز ووظيفة خلايا بيتا البنكرياسية. إن انخفاض histone acetylation عند المروج القريب لـ Pdx1 هو المسؤول عن تقليل التعبير Pdx1، وبالتالي ينتج عنه سلسلة من الاحداث histone deacetylation و methylation والتي يمكن أن تؤدي إلى داء السكري من النوع 2.